# Параџудо
Параџудо (параолимпијски џудо) је адаптација јапанске борилачке вештине џудоа за такмичаре са оштећеним видом . Правила спорта су само мало другачија од редовних такмичења у џудоу. Део је програма Летњих параолимпијских игара од 1988. за мушкарце и 2004. за жене. 

## Правила
Параолимпијско такмичење у џудоу је регулисано правилима Међународне џудо федерације (ИЈФ) са неким модификацијама које је одредила Међународна федерација за слепе спортове (ИБСА). Главна разлика у правилу је да такмичења увек почињу са 2 такмичара у лабавом држању за џудо одела један другог (хват који се зове „ Кумиката “) и ако је контакт прекинут, позива се „мате“ (Чекај) или заустављање и такмичари се врате у центар и поново ухвате.   